# 完美美丽猛水蚤
完美美丽猛水蚤（学名：Nitocra pietschmanni）为阿玛猛水蚤科美丽猛水蚤属的动物。分布于夏威夷岛以及中国大陆的海南、广东等地，主要生活于淡水及咸淡水中。